# Su You
En aquest nom xinès, el cognom és Su.
Su You va ser un general militar servint sota el senyor de la guerra Yuan Shang durant el període de la tardana Dinastia Han Oriental de la història xinesa.

## En la ficció
Ell i Shen Pei eren encarregats de la defensa de la Província de Ji. Com Cao Cao era llavors apropant-se a la Província de Ji, Su hi va estar a punt de rendir-se, però després va fugir en adonar-se que Shen Pei sabia que era una trampa.